# Kajak-kenu a 2016. évi nyári olimpiai játékokon
A 2016. évi nyári olimpiai játékokon a kajak-kenuban összesen 16 versenyszámot rendeztek. A szlalom versenyeket augusztus 7. és 11., a gyorsasági versenyeket augusztus 15. és 20. között tartották.

## Versenynaptár
| E | Előfutamok | ½ | Elődöntők | D | Döntő |

| Verseny↓/Dátum → | 7 | 8 | 9 | 9 | 10 | 10 | 11 | 11 |
| ---------------- | - | - | - | - | -- | -- | -- | -- |
| Férfi C-1        | E |   | ½ | D |    |    |    |    |
| Férfi C-2        |   | E |   |   |    |    | ½  | D  |
| Férfi K-1        | E |   |   |   | ½  | D  |    |    |
| Női K-1          |   | E |   |   |    |    | ½  | D  |

| Verseny↓/Dátum → | 15 | 15 | 16 | 16 | 17 | 17 | 18 | 18 | 19 | 19 | 20 | 20 |
| ---------------- | -- | -- | -- | -- | -- | -- | -- | -- | -- | -- | -- | -- |
| Férfi C1 200 m   |    |    |    |    | E  | ½  | D  | D  |    |    |    |    |
| Férfi C1 1000 m  | E  | ½  | D  | D  |    |    |    |    |    |    |    |    |
| Férfi C2 1000 m  |    |    |    |    |    |    |    |    | E  | ½  | D  | D  |
| Férfi K1 200 m   |    |    |    |    |    |    |    |    | E  | ½  | D  | D  |
| Férfi K2 200 m   |    |    |    |    | E  | ½  | D  | D  |    |    |    |    |
| Férfi K1 1000 m  | E  | ½  | D  | D  |    |    |    |    |    |    |    |    |
| Férfi K2 1000 m  |    |    |    |    | E  | ½  | D  | D  |    |    |    |    |
| Férfi K4 1000 m  |    |    |    |    |    |    |    |    | E  | ½  | D  | D  |
| Női K1 200 m     | E  | ½  | D  | D  |    |    |    |    |    |    |    |    |
| Női K1 500 m     |    |    |    |    | E  | ½  | D  | D  |    |    |    |    |
| Női K2 500 m     | E  | ½  | D  | D  |    |    |    |    |    |    |    |    |
| Női K4 500 m     |    |    |    |    |    |    |    |    | E  | ½  | D  | D  |

## Összesített éremtáblázat
(A táblázatokban Magyarország és a rendező ország sportolói eltérő háttérszínnel, az egyes számoszlopok legmagasabb értéke vagy értékei vastagítással kiemelve.)
| A 2016. évi nyári olimpiai játékok éremtáblázata kajak-kenuban | A 2016. évi nyári olimpiai játékok éremtáblázata kajak-kenuban | A 2016. évi nyári olimpiai játékok éremtáblázata kajak-kenuban | A 2016. évi nyári olimpiai játékok éremtáblázata kajak-kenuban | A 2016. évi nyári olimpiai játékok éremtáblázata kajak-kenuban | Olimpia  |
| -------------------------------------------------------------- | -------------------------------------------------------------- | -------------------------------------------------------------- | -------------------------------------------------------------- | -------------------------------------------------------------- | -------- |
|                                                                | Ország                                                         | Arany                                                          | Ezüst                                                          | Bronz                                                          | Összesen |
| 1.                                                             | Németország (GER)                                              | 4                                                              | 2                                                              | 1                                                              | 7        |
| 2.                                                             | Spanyolország (ESP)                                            | 3                                                              | 0                                                              | 1                                                              | 4        |
| 3.                                                             | Magyarország (HUN)                                             | 3                                                              | 0                                                              | 0                                                              | 3        |
| 4.                                                             | Nagy-Britannia (GBR)                                           | 2                                                              | 2                                                              | 0                                                              | 4        |
| 5.                                                             | Szlovákia (SVK)                                                | 1                                                              | 2                                                              | 0                                                              | 3        |
| 6.                                                             | Franciaország (FRA)                                            | 1                                                              | 1                                                              | 1                                                              | 3        |
| 6.                                                             | Új-Zéland (NZL)                                                | 1                                                              | 1                                                              | 1                                                              | 3        |
| 8.                                                             | Ukrajna (UKR)                                                  | 1                                                              | 0                                                              | 1                                                              | 2        |
|                                                                |                                                                |                                                                |                                                                |                                                                |          |
| 9.                                                             | Brazília (BRA)                                                 | 0                                                              | 2                                                              | 1                                                              | 3        |
| 10.                                                            | Csehország (CZE)                                               | 0                                                              | 1                                                              | 2                                                              | 3        |
| 11.                                                            | Azerbajdzsán (AZE)                                             | 0                                                              | 1                                                              | 1                                                              | 2        |
| 11.                                                            | Lengyelország (POL)                                            | 0                                                              | 1                                                              | 1                                                              | 2        |
| 13.                                                            | Dánia (DEN)                                                    | 0                                                              | 1                                                              | 0                                                              | 1        |
| 13.                                                            | Szerbia (SRB)                                                  | 0                                                              | 1                                                              | 0                                                              | 1        |
| 13.                                                            | Szlovénia (SLO)                                                | 0                                                              | 1                                                              | 0                                                              | 1        |
|                                                                |                                                                |                                                                |                                                                |                                                                |          |
| 16.                                                            | Ausztrália (AUS)                                               | 0                                                              | 0                                                              | 2                                                              | 2        |
| 16.                                                            | Oroszország (RUS)                                              | 0                                                              | 0                                                              | 2                                                              | 2        |
| 18.                                                            | Japán (JPN)                                                    | 0                                                              | 0                                                              | 1                                                              | 1        |
| 18.                                                            | Fehéroroszország (BLR)                                         | 0                                                              | 0                                                              | 1                                                              | 1        |
| 18.                                                            | Litvánia (LTU)                                                 | 0                                                              | 0                                                              | 1                                                              | 1        |
|                                                                |                                                                |                                                                |                                                                |                                                                |          |
| Összesen                                                       | Összesen                                                       | 16                                                             | 16                                                             | 17                                                             | 49       |

## A magyar csapat
| férfiak   | férfiak                                                     | férfiak |
| --------- | ----------------------------------------------------------- | ------- |
| K-1 200m  | Molnár Péter                                                | 15.     |
| K-2 200m  | Tótka Sándor Molnár Péter                                   | 4.      |
| K-1 1000m | Kopasz Bálint                                               | 10.     |
| K-2 1000m | Hufnágel Tibor Ceiner Benjámin                              | 7.      |
| K-4 1000m | Hufnágel Tibor Ceiner Benjámin Kugler Attila Somorácz Tamás | 11.     |
| C-1 200m  | Hajdu Jonatán                                               | 10.     |
| C-1 1000m | Vasbányai Henrik                                            | DQ      |
| C-2 1000m | Vasbányai Henrik Mike Róbert                                | 4.      |

| nők      | nők                                                              | nők   |
| -------- | ---------------------------------------------------------------- | ----- |
| K-1 200m | Dusev-Janics Natasa                                              | 9.    |
| K-1 500m | Kozák Danuta                                                     | Arany |
| K-2 500m | Szabó Gabriella Kozák Danuta                                     | Arany |
| K-4 500m | Szabó Gabriella Kozák Danuta Csipes Tamara Fazekas-Zur Krisztina | Arany |

## Gyorsasági számok

### Éremtáblázat
| A 2016. évi nyári olimpiai játékok éremtáblázata gyorsasági kajak-kenuban | A 2016. évi nyári olimpiai játékok éremtáblázata gyorsasági kajak-kenuban | A 2016. évi nyári olimpiai játékok éremtáblázata gyorsasági kajak-kenuban | A 2016. évi nyári olimpiai játékok éremtáblázata gyorsasági kajak-kenuban | A 2016. évi nyári olimpiai játékok éremtáblázata gyorsasági kajak-kenuban | Olimpia  |
| ------------------------------------------------------------------------- | ------------------------------------------------------------------------- | ------------------------------------------------------------------------- | ------------------------------------------------------------------------- | ------------------------------------------------------------------------- | -------- |
|                                                                           | Ország                                                                    | Arany                                                                     | Ezüst                                                                     | Bronz                                                                     | Összesen |
| 1.                                                                        | Németország (GER)                                                         | 4                                                                         | 2                                                                         | 1                                                                         | 7        |
| 2.                                                                        | Magyarország (HUN)                                                        | 3                                                                         | 0                                                                         | 0                                                                         | 3        |
| 3.                                                                        | Spanyolország (ESP)                                                       | 2                                                                         | 0                                                                         | 1                                                                         | 3        |
| 4.                                                                        | Nagy-Britannia (GBR)                                                      | 1                                                                         | 1                                                                         | 0                                                                         | 2        |
| 5.                                                                        | Ukrajna (UKR)                                                             | 1                                                                         | 0                                                                         | 1                                                                         | 2        |
| 5.                                                                        | Új-Zéland (NZL)                                                           | 1                                                                         | 0                                                                         | 1                                                                         | 2        |
|                                                                           |                                                                           |                                                                           |                                                                           |                                                                           |          |
| 7.                                                                        | Brazília (BRA)                                                            | 0                                                                         | 2                                                                         | 1                                                                         | 3        |
| 8.                                                                        | Azerbajdzsán (AZE)                                                        | 0                                                                         | 1                                                                         | 1                                                                         | 2        |
| 8.                                                                        | Csehország (CZE)                                                          | 0                                                                         | 1                                                                         | 1                                                                         | 2        |
| 8.                                                                        | Lengyelország (POL)                                                       | 0                                                                         | 1                                                                         | 1                                                                         | 2        |
| 11.                                                                       | Dánia (DEN)                                                               | 0                                                                         | 1                                                                         | 0                                                                         | 1        |
| 11.                                                                       | Franciaország (FRA)                                                       | 0                                                                         | 1                                                                         | 0                                                                         | 1        |
| 11.                                                                       | Szerbia (SRB)                                                             | 0                                                                         | 1                                                                         | 0                                                                         | 1        |
| 11.                                                                       | Szlovákia (SVK)                                                           | 0                                                                         | 1                                                                         | 0                                                                         | 1        |
|                                                                           |                                                                           |                                                                           |                                                                           |                                                                           |          |
| 15.                                                                       | Oroszország (RUS)                                                         | 0                                                                         | 0                                                                         | 2                                                                         | 2        |
| 16.                                                                       | Ausztrália (AUS)                                                          | 0                                                                         | 0                                                                         | 1                                                                         | 1        |
| 16.                                                                       | Fehéroroszország (BLR)                                                    | 0                                                                         | 0                                                                         | 1                                                                         | 1        |
| 16.                                                                       | Litvánia (LTU)                                                            | 0                                                                         | 0                                                                         | 1                                                                         | 1        |
|                                                                           |                                                                           |                                                                           |                                                                           |                                                                           |          |
| Összesen                                                                  | Összesen                                                                  | 12                                                                        | 12                                                                        | 13                                                                        | 37       |

### Érmesek
OR – olimpiai rekord

#### Férfiak

##### Kajak
| A 2016. évi nyári olimpiai játékok érmesei férfi gyorsasági kajakban |                                                                               |          |                                                                        |          |                                                                            |          |
| Versenyszám                                                          | Arany                                                                         | Arany    | Ezüst                                                                  | Ezüst    | Bronz                                                                      | Bronz    |
| K-1, 200 m                                                           | Liam Heath · Nagy-Britannia (GBR)                                             | 35,197   | Maxime Beaumont · Franciaország (FRA)                                  | 35,362   | Saúl Craviotto · Spanyolország (ESP) · Ronald Rauhe · Németország (GER)    | 35,662   |
| K-2, 200 m                                                           | Spanyolország (ESP) · Saúl Craviotto · Cristian Toro                          | 32,075   | Nagy-Britannia (GBR) · Liam Heath · Jon Schofield                      | 32,368   | Litvánia (LTU) · Aurimas Lankas · Edvinas Ramanauskas                      | 32,382   |
| K-1, 1000 m                                                          | Marcus Walz · Spanyolország (ESP)                                             | 3:31,447 | Josef Dostál · Csehország (CZE)                                        | 3:32,145 | Roman Anoskin · Oroszország (RUS)                                          | 3:33,363 |
| K-2, 1000 m                                                          | Németország (GER) · Max Rendschmidt · Marcus Gross                            | 3:10,781 | Szerbia (SRB) · Marko Tomićević · Milenko Zorić                        | 3:10,969 | Ausztrália (AUS) · Kenny Wallace · Lachlan Tame                            | 3:12,593 |
| K-4, 1000 m                                                          | Németország (GER) · Max Rendschmidt · Tom Liebscher · Max Hoff · Marcus Gross | 3:02,143 | Szlovákia (SVK) · Denis Myšák · Vlček Erik · Tarr György · Linka Tibor | 3:05,044 | Csehország (CZE) · Daniel Havel · Lukáš Trefil · Josef Dostál · Jan Štěrba | 3:05,176 |

##### Kenu
| A 2016. évi nyári olimpiai játékok érmesei férfi gyorsasági kenuban |                                                     |           |                                                 |          |                                                 |          |
| Versenyszám                                                         | Arany                                               | Arany     | Ezüst                                           | Ezüst    | Bronz                                           | Bronz    |
| C-1, 200 m                                                          | Jurij Cseban · Ukrajna (UKR)                        | 39,279 OR | Valentin Demyanenko · Azerbajdzsán (AZE)        | 39,493   | Isaquias Queiroz · Brazília (BRA)               | 39,628   |
| C-1, 1000 m                                                         | Sebastian Brendel · Németország (GER)               | 3:56,926  | Isaquias Queiroz · Brazília (BRA)               | 3:58,529 | Ilja Stokalov · Oroszország (RUS)               | 4:00,963 |
| C-2, 1000 m                                                         | Németország (GER) · Sebastian Brendel · Jan Vandrey | 3:43,912  | Brazília (BRA) · Erlon Silva · Isaquias Queiroz | 3:44,819 | Ukrajna (UKR) · Dmitro Jancsuk · Tarasz Miscsuk | 3:45,949 |

A férfi C-1, 1000 m távon a bronzérmes moldovai Serghei Tarnovschi még az olimpián doppinggal megbukott. Érmétől megfosztották.

#### Nők

##### Kajak
| A 2016. évi nyári olimpiai játékok érmesei női gyorsasági kajakban |                                                                                             |           |                                                                                          |          | |          |
| Versenyszám                                                        | Arany                                                                                       | Arany     | Ezüst                                                                                    | Ezüst    | Bronz                                                                                              | Bronz    |
| K-1, 200 m                                                         | Lisa Carrington · Új-Zéland (NZL)                                                           | 39,864 OR | Marta Walczykiewicz · Lengyelország (POL)                                                | 40,279   | Inna Oszipenko-Radomszka · Azerbajdzsán (AZE)                                                      | 40,401   |
| K-1 500 m                                                          | Kozák Danuta · Magyarország (HUN)                                                           | 1:52,494  | Emma Jørgensen · Dánia (DEN)                                                             | 1:54,326 | Lisa Carrington · Új-Zéland (NZL)                                                                  | 1:54,372 |
| K-2, 500 m                                                         | Magyarország (HUN) · Szabó Gabriella · Kozák Danuta                                         | 1:43,687  | Németország (GER) · Franziska Weber · Tina Dietze                                        | 1:43,738 | Lengyelország (POL) · Karolina Naja · Beata Mikołajczyk                                            | 1:45,207 |
| K-4, 500 m                                                         | Magyarország (HUN) · Szabó Gabriella · Kozák Danuta · Csipes Tamara · Fazekas-Zur Krisztina | 1:31,482  | Németország (GER) · Sabrina Hering · Franziska Weber · Steffi Kriegerstein · Tina Dietze | 1:32,383 | Fehéroroszország (BLR) · Marharita Mahneva · Nadzeja Ljapeska · Volha Hudzenka · Marina Litvincsuk | 1:33,908 |

## Vadvízi (szlalom) számok

### Éremtáblázat
| A 2016. évi nyári olimpiai játékok éremtáblázata szlalom kajak-kenuban | A 2016. évi nyári olimpiai játékok éremtáblázata szlalom kajak-kenuban | A 2016. évi nyári olimpiai játékok éremtáblázata szlalom kajak-kenuban | A 2016. évi nyári olimpiai játékok éremtáblázata szlalom kajak-kenuban | A 2016. évi nyári olimpiai játékok éremtáblázata szlalom kajak-kenuban | Olimpia  |
| ---------------------------------------------------------------------- | ---------------------------------------------------------------------- | ---------------------------------------------------------------------- | ---------------------------------------------------------------------- | ---------------------------------------------------------------------- | -------- |
|                                                                        | Ország                                                                 | Arany                                                                  | Ezüst                                                                  | Bronz                                                                  | Összesen |
| 1.                                                                     | Nagy-Britannia (GBR)                                                   | 1                                                                      | 1                                                                      | 0                                                                      | 2        |
| 1.                                                                     | Szlovákia (SVK)                                                        | 1                                                                      | 1                                                                      | 0                                                                      | 2        |
| 3.                                                                     | Franciaország (FRA)                                                    | 1                                                                      | 0                                                                      | 1                                                                      | 2        |
| 4.                                                                     | Spanyolország (ESP)                                                    | 1                                                                      | 0                                                                      | 0                                                                      | 1        |
|                                                                        |                                                                        |                                                                        |                                                                        |                                                                        |          |
| 5.                                                                     | Szlovénia (SLO)                                                        | 0                                                                      | 1                                                                      | 0                                                                      | 1        |
| 5.                                                                     | Új-Zéland (NZL)                                                        | 0                                                                      | 1                                                                      | 0                                                                      | 1        |
|                                                                        |                                                                        |                                                                        |                                                                        |                                                                        |          |
| 7.                                                                     | Ausztrália (AUS)                                                       | 0                                                                      | 0                                                                      | 1                                                                      | 1        |
| 7.                                                                     | Csehország (CZE)                                                       | 0                                                                      | 0                                                                      | 1                                                                      | 1        |
| 7.                                                                     | Japán (JPN)                                                            | 0                                                                      | 0                                                                      | 1                                                                      | 1        |
|                                                                        |                                                                        |                                                                        |                                                                        |                                                                        |          |
| Összesen                                                               | Összesen                                                               | 4                                                                      | 4                                                                      | 4                                                                      | 12       |

### Érmesek
| A 2016. évi nyári olimpiai játékok érmesei szlalom kajak-kenuban |                                                    |                                                          |                                                        |
| Versenyszám                                                      | Arany                                              | Ezüst                                                    | Bronz                                                  |
| Férfi C-1                                                        | Denis Gargaud Chanut · Franciaország (FRA)         | Matej Beňuš · Szlovákia (SVK)                            | Haneda Takuja · Japán (JPN)                            |
| Férfi C-2                                                        | Szlovákia (SVK) · Ladislav Škantár · Peter Škantár | Nagy-Britannia (GBR) · David Florence · Richard Hounslow | Franciaország (FRA) · Gauthier Klauss · Matthieu Péché |
| Férfi K-1                                                        | Joseph Clarke · Nagy-Britannia (GBR)               | Peter Kauzer · Szlovénia (SLO)                           | Jiří Prskavec · Csehország (CZE)                       |
| Női K-1                                                          | Maialen Chourraut · Spanyolország (ESP)            | Luuka Jones · Új-Zéland (NZL)                            | Jessica Fox · Ausztrália (AUS)                         |